# Tadeusz Kacerz
Tadeusz Kacerz (ur. 29 kwietnia 1920 w Krakowie, zm. 11 lipca 1999 tamże) – polski lekkoatleta, sprinter i średniodystansowiec.

## Życiorys
Miał średnie wykształcenie ekonomiczne i dwa lata Studium Spółdzielczego przy Uniwersytecie Jagiellońskim. W czasie okupacji niemieckiej był członkiem Zgrupowania „Żelbet” Armii Krajowej.
Na pierwszych powojennych mistrzostwach Polski w 1945 zwyciężył w biegu na 400 metrów oraz zdobył srebrne medale w biegu na 800 metrów i w sztafecie 4 × 400 metrów.
Rekordy życiowe:
| Konkurencja        | Data i miejsce           | Wynik  |
| ------------------ | ------------------------ | ------ |
| bieg na 200 metrów | 9 września 1945, Kraków  | 24,4   |
| bieg na 400 metrów | 15 sierpnia 1945, Kraków | 54,0   |
| bieg na 800 metrów | 29 września 1945, Łódź   | 2:06,7 |

Był zawodnikiem Cracovii (1935-1947). Później był sędzią i działaczem lekkoatletycznym.